# Тунарі (комуна)
Тунарі (рум. Tunari) — комуна у повіті Ілфов в Румунії. До складу комуни входять такі села (дані про населення за 2002 рік):
- Дімієнь (187 осіб)
- Тунарі (3617 осіб)

Комуна розташована на відстані 12 км на північ від Бухареста, 130 км на південь від Брашова.

## Населення
За даними перепису населення 2002 року у комуні проживали 3804 особи.
Національний склад населення комуни:
| Національність | Кількість осіб | Відсоток |
| -------------- | -------------- | -------- |
| румуни         | 3717           | 97,7%    |
| цигани         | 80             | 2,1%     |
| турки          | 2              | 0,1%     |
| угорці         | 1              | < 0,1%   |
| серби          | 1              | < 0,1%   |

Рідною мовою назвали:
| Мова      | Кількість осіб | Відсоток |
| --------- | -------------- | -------- |
| румунська | 3764           | 98,9%    |
| циганська | 35             | 0,9%     |
| угорська  | 1              | < 0,1%   |
| турецька  | 1              | < 0,1%   |

Склад населення комуни за віросповіданням:
| Релігія        | Кількість осіб | Відсоток |
| -------------- | -------------- | -------- |
| православні    | 3764           | 98,9%    |
| п'ятдесятники  | 13             | 0,3%     |
| баптисти       | 10             | 0,3%     |
| адвентисти     | 6              | 0,2%     |
| римо-католики  | 5              | 0,1%     |
| мусульмани     | 3              | 0,1%     |
| атеїсти        | 2              | 0,1%     |
| греко-католики | 1              | < 0,1%   |